# Ваховський Андрій Миколайович
Андрі́й Микола́йович Вахо́вський (30 вересня 1979 — 29 серпня 2014) — сержант резерву Міністерства внутрішніх справ України, учасник російсько-української війни.

## Життєвий шлях
Народився 1979 року в селі Шарівка (Валківський район, Харківська область. Закінчив Шарівську ЗОШ, Есхарівський чоловічий педагогічний ліцей-інтернат, Харківський національний педагогічний університет імені Григорія Сковороди, учитель іноземної мови. Пройшов строкову службу в лавах ЗСУ, закінчив школу міліції. Працював у спецпідрозділі судової міліції «Грифон» в Харкові, в київському охоронному агентстві. Проживав в місті Конотоп у дружини, подружжя виховувало доньку.
З початком війни — доброволець, пішов служити за контрактом, старший кулеметник БТР, 2-й батальйон спеціального призначення НГУ «Донбас», псевдо «Браво». Ніс службу в багатьох гарячих точках Донбасу.
29 серпня 2014-го загинув під час виходу батальйону «Донбас» «зеленим коридором» між селами Многопілля та Червоносільське. Їхав у кузові автомобіля КрАЗ; коли російські десантники відкрили вогонь по колоні, відстрілювався з автомата. Убитий кулеметною чергою. У тому ж КрАЗі загинули «Броня» та «Еней».
3 вересня тіло Андрія привезено разом із тілами 96 інших загиблих привезено до дніпропетровського моргу.
16 жовтня 2014-го тимчасово похований на Краснопільському цвинтарі Дніпропетровська як невпізнаний захисник України.
Опізнаний за тестами ДНК, перепохований 29 квітня 2015-го в селі Шарівка.
Без Андрія лишились мама, дружина Марина, донька Аліса 2006 р.н., теща.

## Нагороди та вшанування
За особисту мужність і героїзм, виявлені у захисті державного суверенітету та територіальної цілісності України, вірність військовій присязі під час Російсько-української війни, відзначений — нагороджений
- орденом «За мужність» III ступеня (посмертно)
- наказом т. в. о. командувача Національної гвардії України генерал-лейтенанта О. В. Кривенка сержант резерву Андрій Миколайович Ваховський навічно зарахований до списку особового складу військової частини 3027
- У жовтні 2016 року на фасаді Шарівської ЗОШ I—III ст. було відкрито меморіальну дошку[1].
- Його портрет розміщений на меморіалі «Стіна пам'яті полеглих за Україну» у Києві: секція 3, ряд 7, місце 21
- Вшановується 29 серпня на щоденному ранковому церемоніалі вшанування українських захисників, які загинули цього дня у різні роки внаслідок російської збройної агресії[2]
- Іловайський Хрест (посмертно)
- Вулиця Колгоспна у селі Шарівка перейменована на Андрія Ваховського
- Меморіальна дошка Ваховському Андрію встановлена на фасаді Шарівської ЗОШ